# The Conjuring: Ma xui quỷ khiến
The Conjuring: Ma xui quỷ khiến (tên gốc tiếng Anh: The Conjuring: The Devil Made Me Do It) là một bộ phim kinh dị siêu nhiên năm 2021 của Mỹ, được đạo diễn bởi Michael Chaves từ một kịch bản của David Leslie Johnson-McGoldrick. Bộ phim sẽ đóng vai trò là phần tiếp theo của Ám ảnh kinh hoàng (2013) và Ám ảnh kinh hoàng 2 (2016), và là phần thứ tám trong Vũ trụ The Conjuring. Patrick Wilson cùng Vera Farmiga sẽ trở lại vai trò của họ như các nhà điều tra và tác giả huyền bí Ed và Lorraine Warren, với James Wan và Peter Safran trở lại để hợp tác sản xuất dự án.
Quá trình phát triển ban đầu cho phần phim The Conjuring thứ ba bắt đầu vào năm 2016, mặc dù Wan đã tuyên bố rằng anh sẽ không đạo diễn một bộ phim khác của loạt phim do xung đột lịch trình với các dự án khác. Safran khẳng định phần phim tiếp theo sẽ không phải là phim về ngôi nhà ma ám. Đến tháng 6 năm 2017, các nguồn tin xác nhận phần phim thứ ba đang được phát triển, với David Leslie Johnson đảm nhiệm vai trò biên kịch. Michael Chaves được công bố là đạo diễn của bộ phim, sau khi đạo diễn Mẹ ma than khóc La Llorona (2019) trước đó. Quá trình quay phim diễn ra tại Georgia vào mùa hè năm 2019.
Ban đầu dự kiến phát hành vào tháng 9 năm 2020 nhưng bộ phim đã bị trì hoãn do những ảnh hưởng của đại dịch COVID-19. The Conjuring: Ma xui quỷ khiến được Warner Bros. Pictures và New Line Cinema phát hành tại Hoa Kỳ vào ngày 4 tháng 6 năm 2021 và phát hành tại Việt Nam vào ngày 29 tháng 10 năm 2021, nơi phim cũng có bản phát hành đồng thời kéo dài một tháng trên nền tảng xem phim trực tuyến HBO Max. Bộ phim đã thu về 201 triệu USD so với kinh phí 39 triệu USD và nhận được nhiều đánh giá trái chiều từ giới phê bình. Phần diễn xuất của Wilson và Farmiga nhận về nhiều lời tán dương, nhưng phần kịch bản của phim lại bị chỉ trích khi một số nhà phê bình cho rằng cốt truyện của phim yếu và thiếu chặt chẽ hơn các phần trước.

## Nội dung
Năm 1981, hai vợ chồng Ed và Lorraine Warren tham dự một buổi trừ tà cho cậu bé 8 tuổi David Glatzel ở  Brookfield, Connecticut. Linh hồn quỷ dữ chiếm lấy thân thể của David quá mạnh, lễ trừ tà gần như vô hiệu, khiến linh mục Gordon bất tỉnh và Ed bị đau tim. Trong lúc nguy cấp, Arne Johnson, bạn trai của chị David - Debbie Glatzel, đã thách thức con quỷ chiếm lấy linh hồn của chính mình, con quỷ rời khỏi thân xác David và chiếm hữu Arne. Chỉ Ed là người biết được chuyện đó, nhưng do chấn động mạnh khiến ông không thể nói và rơi vào tình trạng hôn mê.
Ed được đưa đến bệnh viện và qua cơn nguy kịch, nhưng tim của ông bị yếu đi, không thể vận động mạnh và cần dùng thuốc. Cùng thời gian đó tại nhà Glatzel, Arne bắt đầu nhìn thấy những sự bất thường và sự hiện hữu của linh hồn tà ác. Linh mục Gordon đến thăm Ed vẫn bất tỉnh trên giường bệnh và được Lorraine kể chuyện vì sao hai người yêu nhau. Ngày hôm sau, Ed tỉnh lại và kể lại toàn bộ sự việc. Lorraine gọi điện thoại đến đồn cảnh sát và cảnh báo về thảm kịch có thể xảy ra. Chú của Arne, Bruno, mời anh ấy vào nhà để sửa dàn âm thanh và uống bia. Tâm trí của Arne càng không ổn khi tiếng nhạc quá ồn cùng với bầu không khí đó. Ngay tại thời điểm này, Arne đã bị che mắt bởi con quỷ và giết chết Bruno. Cảnh sát bắt giữ Arne khi tìm thấy anh đứng trên đường với áo và hai bàn tay dính đầy máu. Trong đồn, Arne kể lí do tại sao sự việc lại xảy ra, và cầu xin sự giúp đỡ từ hai vợ chồng. Ed và Lorraine mời luật sư bào chữa cho Arne với lí do bị ma quỷ chiếm hữu, mong anh sẽ không phải chịu án tử hình. Debbie kể lại việc David có dấu hiệu bị nhập khi nằm trên chiếc đệm nước. Ed và Lorraine phát hiện dấu vết của quỷ dưới sàn nhà, Lorraine xuống tầng hầm và tìm thấy một cổ vật mà các tín đồ của quỷ dùng để nguyền rủa. Họ tới gặp Cha Kastner, người trước đây từng tham gia bắt nhóm 'tông đồ của Quỷ Ram', ông nói rằng để diệt trừ linh hồn đó thì phải trả một cái giá rất đắt. Ở trại giam, Arne tiếp tục bị hành hạ bởi linh hồn tà ác, khiến anh phát điên và muốn tự sát. Lorraine đã đến Danvers, Massachusetts và tìm được hồ sơ có liên quan đến cổ vật kia và phát hiện ra vụ mất tích của Jessica Louise Strong, người được cho là đã giết Katie Lincoln, bạn của mình bằng dao và biến mất, và tìm được mối liên kết giữa hai vụ việc. Lorraine gọi điện cho Debbie, nói rằng Arne cần được theo dõi chống tự sát trong 24 giờ và cần sự giúp đỡ từ Cha Newman. Hai người đi đến nhà xác để kết nối với thi thể của Katie. Lúc này, The Occultist tiếp tục nghi lễ ép Arne tự sát nhưng linh hồn Lorraine nhanh chóng can thiệp kịp thời và ngăn chặn nghi lễ.
Về đến nhà, Ed gặp ảo ảnh do The Occultist tạo ra. Lorraine nhìn thấy lọ hoa trong nhà biến thành màu đen và phát hiện trong bình chứa một cổ vật khác, Ed đang bị nguyền rủa. Lorraine nhanh chóng đến nhà Cha Kastner và biết được bí mật mà ông ấy đã cất giữ ngay từ đầu. The Occultist là đứa con gái duy nhất của ông từ hồi còn là mục sư, vì không muốn cho các linh mục khác biết nên ông đã nuôi lớn con gái trong tầng hầm, nơi ông luôn giữ những đồ vật siêu linh thu thập được khi theo đuổi vụ 'tông đồ của Quỷ Ram'. Tiếp xúc quá nhiều với những thứ đó khiến người con gái phản bội Chúa và tôn sùng quỷ. Ở ngay dưới thị trấn này có một hệ thống đường hầm, và nghi lễ chắc chắn nằm dưới đó. Cha Kastner dẫn Lorraine đến lối vào đường hầm. Ngay khi Lorraine rời đi, The Occultist quay trở lại và giết chết người cha của mình sau đó đuổi theo Lorraine. Khi tìm được bàn thờ để thực hiện nghi thức, Lorraine định phá hủy nó nhưng không đủ sức và bị The Occutist tấn công. Ed vì quá lo lắng nên đi tìm Lorraine và nghe thấy tiếng của bà ở dưới đất. Ed trèo xuống, trên tay cầm búa và đi tìm Lorraine thì bị The Occultist yểm bùa. Ở trại giam, thân xác của Arne co giật, như bị điều khiển, bất chấp nghi lễ trừ tà của cha Newman, linh hồn tụ lực làm vỡ cửa kính và trói chặt thân xác Arne trong không trung, bắt anh cầm mảnh kính vỡ cứa vào cổ mình. Debbie cố gắng ngăn chặn việc đó trong khi Ed bị yểm bùa đuổi theo và tấn công Lorraine. Trong giây phút nguy cấp, Lorraine gợi cho Ed nhớ về quá khứ, lúc hai người đã gặp và yêu nhau như thế nào. Ed dần dần tỉnh lại, cầm búa và phá hủy bàn thờ. Nghi thức giao kèo với linh hồn bị phá hủy và mối liên kết cũng không còn. The Occultist tiến đến chỗ hai vợ chồng, cầm dao định giết chết nhưng bị một thế lực siêu nhiên tấn công ngược lại. Từ trong bóng tối, linh hồn tà ác trong bộ dạng của The Occultist bước ra. Vì đã giao kèo với quỷ dữ nên con quỷ sẽ không trở về tay trắng. Con quỷ giết chết và lấy đi linh hồn của The Occultist, Ed và Lorraine thoát ra ngoài. Trong lúc Ed kiệt sức, Lorraine đã mở nắp chiếc vòng cổ và lấy ra viên thuốc. Hai người hôn nhau khi cảnh sát ập đến. Ed lấy chiếc cốc trên bàn thờ và để trong phòng hiện vật của họ, cùng với bức tranh Valak và búp bê Annabelle. Arne được giải thoát và thụ án 5 năm tù vì tội ngộ sát. Ed cho Lorraine xem một vọng lâu giống hệt như cái mà hai người đã yêu nhau, nơi họ hôn nhau lần đầu.

## Diễn viên
- Patrick Wilson as Ed Warren
  - Mitchell Hoog as young Ed Warren
- Vera Farmiga as Lorraine Warren
  - Megan Ashley Brown as young Lorraine Warren
- Ruairi O'Connor as Arne Cheyenne Johnson
- Sarah Catherine Hook as Debbie Glatzel
- Julian Hilliard as David Glatzel
- John Noble as Father Kastner
- Eugenie Bondurant as The Occultist
- Shannon Kook as Drew Thomas
- Ronnie Gene Blevins as Bruno Sauls
- Keith Arthur Bolden as Sergeant Clay
- Steve Coulter as Father Gordon
- Vince Pisani as Father Newman
- Ingrid Bisu as Jessica Louise Strong
- Andrea Andrade as Katie Lincoln
- Ashley LeConte Campbell as Meryl
- Sterling Jerins as Judy Warren
- Paul Wilson as Carl Glatzel
- Charlene Amoia as Judy Glatzel
- Davis Osborne as Infirmary Patient
- Mark Rowe as Sergeant Thomas
- Kaleka as Jury Foreman
- Stella Doyle as Kennel Customer

## Sản xuất

### Phát triển
Năm 2016, được hỏi về khả năng "Ngôi nhà Amityville" phần tiếp theo, James Wan nói, "có thể có nhiều" "phim Ngôi nhà Amityville, vì Ed và Lorraine Warren có rất nhiều câu chuyện.". Tuy nhiên, Wen Ziren nói rằng do tác phẩm điện ảnh khác, anh ta có thể không thể chỉ đạo "Ám ảnh kinh hoàng 3". Sau đó, James nói: "Nếu bạn làm phim Ám ảnh kinh hoàng 3", tốt nhất nên đặt nó vào những năm 1980, và có thể có người sói. Có lẽ chúng ta có thể đi theo phong cách giống như bộ phim kinh dị kinh điển" Người sói Mỹ ở London" làm. Warren cặp vợ chồng phải chiến đấu như "Chó săn Baskervilles".. Vào tháng 5 năm 2017, nhà sản xuất Peter Shafran nói rằng "Li Yin House 3" khó có thể trở thành một bộ phim "ngôi nhà ma ám".
Vào tháng 6 năm 2017, đã có thông báo rằng Li Yin House 3 đang được phát triển và đồng tác giả David Lily Johnson của Ám ảnh kinh hoàng 2 đã được thuê để viết kịch bản. Vào tháng 9 năm 2018, Shafran cho biết kịch bản sắp hoàn thành và sẽ được sản xuất vào khoảng năm 2019. Vào tháng 5 năm 2019, đã tiết lộ rằng James Wan và David Leslie Johnson đã đồng sáng tác câu chuyện

### Tiền sản xuất
Vào tháng 10 năm 2018, có thông báo rằng Ám ảnh kinh hoàng 3 sẽ không được đạo diễn bởi James, mà thay vào đó sẽ được đạo diễn bởi Mẹ Ma Than Khóc La Llorona, đạo diễn Michael Chaves. James nói rằng anh rất ấn tượng khi làm việc với anh trong Mẹ Ma Than Khóc La Llorona. Vào tháng 12 năm 2018, đã xác nhận rằng Patrick Wilson và Vera Farmiga sẽ lần lượt đảm nhận vai trò của họ là Ed và Lorraine Warren từ Ám ảnh kinh hoàng và Ám ảnh kinh hoàng 2. Vào tháng 12 năm 2018, James đã xác nhận chi tiết cốt truyện của bộ phim. James nói với sự kinh tởm đẫm máu, nói rằng, "Tôi nghĩ rằng đây là lần đầu tiên trong lịch sử nước Mỹ, nơi bị cáo sử dụng tài sản như một lý do, như một cái cớ."

### Quay phim
Ám ảnh kinh hoàng 3 được đưa vào sản xuất vào ngày 3 tháng 6 năm 2019, với việc quay phim đang diễn ra tại Atlanta, Georgia. Vào ngày 15 tháng 8 năm 2019, Vera Farmiga tuyên bố rằng cô đã hoàn thành việc quay các cảnh của mình cho bộ phim.